# Усолусівська сільська рада
Усолусівська сільська рада — колишня адміністративно-територіальна одиниця та орган місцевого самоврядування у Барашівському і Ємільчинському районах Коростенської і Волинської округ, Київської й Житомирської областей Української РСР та України з адміністративним центром у с. Усолуси.

## Населені пункти
Сільській раді були підпорядковані населені пункти:
- с. Усолуси
- с. Майдан
- с. Синявка

## Населення
Кількість населення ради станом на 1923 рік становила 1 791 особу, кількість дворів — 303.
Відповідно до результатів перепису населення СРСР, кількість населення ради станом на 12 січня 1989 року становила 503 особи.
Станом на 5 грудня 2001 року, відповідно до перепису населення України, кількість мешканців сільської ради становила 467 осіб.

## Склад ради
Рада складалась з 12 депутатів та голови.

### Керівний склад сільської ради
| ПІБ                   | Основні відомості                                                 | Дата обрання | Дата звільнення |
| --------------------- | ----------------------------------------------------------------- | ------------ | --------------- |
| Дудко Сергій Петрович | Сільський голова, 1969 року народження, освіта, безпартійний      | 26.03.2006   | 31.10.2010      |
| Дудко Сергій Петрович | Сільський голова, 1969 року народження, освіта вища, безпартійний | 31.10.2010   |                 |

Примітка: таблиця складена за даними джерела

## Історія
Створена 1923 року в складі с. Усолуси, колоній Будище-Усолуси, Майдан, Синій Мох, Синявка та урочища Дубовий Гай Барашівської волості Житомирського повіту Волинської губернії. 8 жовтня 1924 року, відповідно до рішення Волинської ГАТК (протокол № 10/5), підпорядковано кол. Нова Каролінка Будо-Бобрицької сільської ради, ур. Будище-Усолуси передане до складу Будо-Бобрицької сільської ради Барашівського району. На 1 жовтня 1941 року с. Синявка, колонії Нова Каролінка, Синій Мох та ур. Дубовий Гай не перебували на обліку населених пунктів.
Станом на 1 вересня 1946 року сільська рада входила до складу Барашівського району Житомирської області, на обліку в раді перебувало с. Усолуси, с. Синявка в довіднику пропущене.
11 серпня 1954 року, відповідно до указу Президії Верховної ради Української РСР «Про укрупнення сільських рад по Житомирській області», підпорядковано села Антонівка, Будо-Бобриця (Буда-Бобрицька) та Бобрицька Гута (Гута-Бобрицька) ліквідованої Будо-Бобрицької сільської ради Барашівського району. 10 червня 1958 року, відповідно до рішення Житомирського облвиконкому № 547 «Про утворення в складі Барашівського району Будо-Бобрицької сільської ради», села Антонівка, Буда-Бобрицька та Гута-Бобрицька передані до складу відновленої Будо-Бобрицької сільської ради Барашівського району.
На 1 січня 1972 року сільська рада входила до складу Ємільчинського району Житомирської області, на обліку в раді перебували села Майдан, Синявка та Усолуси.
Ліквідована 23 грудня 2016 року через об'єднання до складу Барашівської сільської територіальної громади Ємільчинського району Житомирської області.
Входила до складу Барашівського (7.03.1923 р.) та Ємільчинського (30.12.1962 р.) районів.